# Paul Schweder
Karl Ernst Emil Paul Schweder (* 5. April 1875 in Sinsleben / Falkenstein im Harz; † 4. Juli 1965 in Berlin) war ein deutscher Journalist und Sachbuchautor. Er war im Deutschen Kaiserreich und der Weimarer Republik vor allem als Gerichtsreporter und Kriminaljournalist bekannt, im Ersten Weltkrieg als Kriegsberichterstatter.

## Leben
1891 war Schwedler Ko-Gründer des Korrespondenzbüros Schwedler & Hertzsch, (Kürzel S. & H. oder S. u. H.), welches als Nachrichtenagentur Zeitungsredaktionen insbesondere mit Berichten über Gerichtsprozesse und Parlamentsvorgänge belieferte. Das Hauptprodukt war die Korrespondenz Deutsche Journalpost, hinzu kamen Spezialdienste wie die Allgemeine Gerichts-, Kongreß- und Tagesnachrichten-Korrespondenz oder die Österreichische Korrespondenz. Die Agentur beschäftigte zahlreiche freie Mitarbeiter und Vertreter an wichtigen Gerichtsstandorten wie Leipzig (Reichsgericht) und Wien.
Die Agentur berichtete intensiv über die Gerichtsprozesse, die den Schriftsteller Karl May betrafen (u. a. „Räuberhauptmann“-Prozesse an den Gerichten Moabit und Charlottenburg), und trug maßgeblich zur öffentlichen Verbreitung von teils falschen Vorwürfen bei, die etwa Rudolf Lebius gegen May erhob. Die Kontroverse beschäftigte Literaturwissenschaften und Karl-May-Fangemeinde jahrzehntelang.
Schweders Interesse verlagerte sich vor dem Ersten Weltkrieg teilweise auf das internationale Geschehen. So berichtete er u. a. von Reisen in den Nahen Osten.
Schweder wurde im Ersten Weltkrieg einer der auch international bekanntesten Kriegsberichterstatter. Er berichtete u. a. aus dem türkischen Hauptquartier unter General Otto Liman von Sanders. Harry Stürmer beruft sich in seinem Buch Zwei Kriegsjahre in Konstantinopel, in dem er über seine Erfahrungen als Korrespondent der Kölnischen Zeitung am Bosporus berichtet und massiv die deutsche Kriegspolitik kritisiert, bei der Beschreibung von Kriegsverbrechen der deutschen Truppen in Belgien (u. a. Massenvergewaltigungen) auf Paul Schweder. Mit dem Kollegen Wilhelm Scheuermann, mit dem er 1914 von der Westfront berichtete, stritt sich Schweder 1919 in einer heftigen öffentlichen Kontroverse sowie einem Gerichtsprozess. Der Streit, in dem Schweder Scheuermann Fehlverhalten im Pressequartier vorwarf, wurde von der militärkritischen Zeitschrift Weltbühne ausführlich dokumentiert.
In der Weimarer Republik berichtete Schweder über prominente politische Justizverfahren wie etwa den Mord an dem Zentrumspolitiker Matthias Erzberger. Er und seine Agentur waren bis etwa 1940 in der Justizberichterstattung tätig.
Schweder gab sowohl in der Weimarer Republik als auch in der Bundesrepublik Deutschland populäre Bücher über Kriminalfälle heraus. In den Fünfziger und Sechziger gestaltete Schweder Bücher im Unternehmensauftrag.
1898 heiratete Schwedler in Halle Anna (geb. Dallmann, 1877–1966). Das Paar hatte mehrere Kinder.

## Buchveröffentlichungen
- Schweder, Paul. 1915. Im Kaiserlichen Hauptquartier Deutsche Kriegsbriefe Von Paul Schweder. Leipzig: Hesse und Becker.
  - Band 1: Von der Donau zur Maas. 1915
  - Band 2: Von den Vogesen zur Nordsee. 1915
  - Band 3: Von der Yser zum Isonzo. 1916.
- Schweder, Paul. 1916. Im türkischen Hauptquartier. Eingeleitet von Marschall [Otto] Liman v. Sanders. Leipzig: Hesse und Becker.
- Schweder, Paul. 1919. Der Münchner Geiselmord vor Gericht. Deutsche Kriminal-Bücherei. Eine Sammlung von Berichten über interessante Kriminalprozesse des In- und Auslandes, Band I. München: Hochschul-Verlag.
- Schweder, Paul. 1922. Der Erzberger-Mord-Prozess: Vorgeschichte, Anklageschrift und ausführlicher Verhandlungsbericht. Deutsche Kriminal-Bücherei, Band 2. Rudolstadt : Verlag Deutsche Journalpost.
- Schweder, Paul. 1953. Das deutsche Kraftfahrzeug : Ein Bilderalbum allen Automobil- und Motorradfreunden gewidmet von der Austria [Austria Tabakwaren GmbH]. München: Paul Bertelsmann.
- Schweder, Paul. 1960. Der Verkehr, das Problem unserer Zeit. Eine kritische Betrachtung zur Diskussion gestellt. 25 Jahre im Dienste des Straßenverkehrs 1935–1960. [Jubiläumsschrift des Verlags Heinrich Vogel.] München : Heinrich Vogel.
- Schweder, Paul. 1961. Die großen Kriminalprozesse des Jahrhunderts. Ein deutscher Pitaval. Hamburg : Kriminalistik-Verlag.
- Schweder, Paul. 1961. Manolescu, der „König der Hoteldiebe“. Hamburg: Kriminalistik-Verlag.